# 2001 FT185
2001 FT185, também escrito como 2001 FT185, é um objeto transnetuniano (TNO) que está localizado no cinturão de Kuiper, uma região do Sistema Solar. O mesmo possui uma magnitude absoluta de 7,8 e tem um diâmetro com cerca de 121 km.

## Descoberta
2001 FT185 foi descoberto no dia 26 de março de 2001 pelo astrônomo Marc W. Buie.

## Órbita
A órbita de 2001 FT185 tem uma excentricidade de 0,108 e possui um semieixo maior de 47,291 UA. O seu periélio leva o mesmo a uma distância de 42,184 UA em relação ao Sol e seu afélio a 52,398 UA.